# 紀元前585年
紀元前585年（きげんぜん585ねん）は、西暦（ローマ暦）による年。紀元前1世紀の共和政ローマ末期以降の古代ローマにおいては、ローマ建国紀元169年として知られていた。紀年法として西暦（キリスト紀元）がヨーロッパで広く普及した中世時代初期以降、この年は紀元前585年と表記されるのが一般的となった。

## 他の紀年法
- 干支 : 丙子
- 日本
  - 皇紀76年
  - 神武天皇76年
- 中国
  - 周 - 簡王元年
  - 魯 - 成公6年
  - 斉 - 頃公14年
  - 晋 - 景公15年
  - 秦 - 桓公19年
  - 楚 - 共王6年
  - 宋 - 共公4年
  - 衛 - 定公4年
  - 陳 - 成公14年
  - 蔡 - 景侯7年
  - 曹 - 宣公10年
  - 鄭 - 悼公2年
  - 燕 - 昭公2年
  - 呉 - 寿夢元年
- 朝鮮
  - 檀紀1749年
- ユダヤ暦 : 3176年 - 3177年

## できごと

### 中国
- 魯が鄟を奪った。
- 晋の伯宗・夏陽説や衛の孫良夫・甯相らが軍を率いて宋に侵攻した。
- 晋が新田に遷都した。
- 楚の子重（公子嬰斉）が軍を率いて鄭に侵攻した。
- 晋の欒書が鄭を救援した。楚軍と繞角で戦い、楚軍を退却させた。
- 晋軍が蔡に侵入した。楚の公子申・公子成は、申・息の軍を率いて蔡を救援した。晋・楚両軍は桑隧で遭遇したが、晋軍は撤退した。

### オリエント
- 5月28日（先発ユリウス暦） - 計算によれば、中央アメリカから西アジアにかけて皆既日食が発生。ヘロドトスの『歴史』によれば、ギリシャの哲学者タレスはこの日食を予測していたといい（タレスの日食）、またメディア王国とリュディア王国との戦闘中にこの日食が発生したために恐れた両国は休戦したという（日食の戦い）。ただし、タレスの「予測」の正確性や、戦闘の年代比定には議論がある（日食の戦い参照）。
- この頃、遊牧民（キンメリア人・スキタイ人）の度重なる侵攻で弱体化していたウラルトゥが、メディア王国に征服され滅亡した。

## 死去
- 鄭の悼公
- 神武天皇